# Ischnocampa tristis
Ischnocampa tristis är en fjärilsart som beskrevs av William Schaus 1889. Ischnocampa tristis ingår i släktet Ischnocampa och familjen björnspinnare. Inga underarter finns listade i Catalogue of Life.